# Osasco
Osasco je město státu São Paulo v jihovýchodní Brazílii.
Město má 696 382 obyvatel (údaj z roku 2016) a rozkládá se na 64,935 km².